# 하인두암
하인두암(Hypopharyngeal cancer)은 후두와 식도가 만나는 부위인 하인두(후두인두)에 악성 세포가 증식하는 질병이다.
이는 먼저 하인두(인두의 마지막 부분)의 외층(상피 조직)에서 형성되며, 이는 세 영역으로 나뉜다. 질병의 진행은 암이 하나 이상의 부위와 더 깊은 조직으로 확산되는 것으로 정의된다.
이런 유형의 암은 드물다. 미국에서는 매년 약 2,500건의 사례만 보고된다. 이 때문에 하인두암은 초기 단계에서 발견하기 어렵고 두경부암 중 사망률이 가장 높은 암 중 하나이다.

## 징후 및 증상
하인두암의 증상은 다음과 같다.
- 목의 림프절 부종(모든 환자의 절반에서 문제의 첫 징후)[4]
- 치료 후에도 지속되는 한 위치의 인후염[1]
- 목에서 귀까지 퍼지는 통증[1]
- 삼키기가 어렵거나 통증이 있음(종종 식사 거부로 인해 영양실조 및 체중 감소로 이어짐)[1]
- 목소리 변화(말기 암)[1]